# Alix de Lannoy
Alix de Lannoy (nascida Alix della Faille de Leverghem; 20 de setembro de 1941 - 26 de agosto de 2012) foi um nobre belga e mãe de Stéphanie, Grã-Duquesa Herdeira de Luxemburgo. 

## Família
Alix era filha do Jonkheer Harold della Faille de Leverghem e da Jonkvrouw Madeleine de Brouchoven de Bergeyck.

## Casamento e descendência
Alix casou com o conde Philippe de Lannoy, filho do conde Paul Charles de Lannoy e da princesa Marie Béatrix de Ligne em 1965. Eles tiveram oito filhos.  
- Jehan de Lannoy (1966) casou em 1993, com Béatrice Spates (1968), filha de Alfred Waters Spatesand de Marie Renée Kneppelhout van Sterkenburg. Eles têm quatro filhos:
  - Caroline de Lannoy (2001)
  - Louise de Lannoy (2003)
  - Antoine de Lannoy (2005)
  - Maxime de Lannoy (2006)
- Christian de Lannoy (1968) casou em 2009, com Luísa Moreno de Porras-Isla-Fernández, Marquesa de Chiloeches y del Arco. Eles têm três filhos:
  - Teresa de Lannoy (2010)
  - Ignace de Lannoy (2012)
  - Jacques de Lannoy (2014)
- Nathalie de Lannoy (1969) casou em 1996, com John Hamilton. Eles têm cinco filhas:
  - Antonia Hamilton (1997)
  - Charlotte Hamilton (1999)
  - Madeleine Hamilton (2001)
  - Alix Hamilton
  - Vitória Hamilton
- Gaëlle de Lannoy (1970) uma religiosa
- Amaury de Lannoy (1971) casou com a condessa Astrid d 'Harcourt (1985)
- Olivier de Lannoy (1974) casou em 2006, com sua prima Jonkvrouw Alice van Havre. Eles têm três filhos:
  - Philippe de Lannoy
  - Gustave de Lannoy (2013)
  - Léopold de Lannoy (2016)
- Isabelle Myriam Jehanne Alix de Lannoy (1976), casou-se em 2001, com o barão Jean-Charles de le Tribunal de Court (1969), filho do barão Jean-Charles de le Tribunal e de Suzanne d'Otreppe de Bouvette), eles têm cinco filhos:
  - Isaure de le Tribunal de Justiça (2003)
  - Aline de le Tribunal de Justiça (2005)
  - Lancelot de le Tribunal de Justiça (2007)
  - Héloïse de le Tribunal de Justiça (2010)
  - Nicodème de le Tribunal de Justiça (2013)
- Stéphanie de Lannoy (1984) casou em 2012, com Guilherme, Grão-Duque Herdeiro de Luxemburgo

## Morte
A condessa morreu depois de um súbito acidente vascular cerebral em 26 de agosto de 2012 aos 70 anos de idade.
O funeral da condessa Alix foi realizado em Frasnes-lez-Anvaing, Bélgica, com a presença dos membros da família grão-ducal luxemburguesa e da família real belga. 